# Martin Sterner
Sigfrid Martin Sterner, född Petersen den 24 februari 1887 i Maria Magdalena församling i Stockholm, död den 4 september 1966 i Gävle, var en svensk skådespelare och teaterledare.
Sterner scendebuterade 1904. 

## Filmografi
- 1935 – Tjocka släkten
- 1942 – Sol över Klara
- 1944 – När seklet var ungt